# Ota Šik

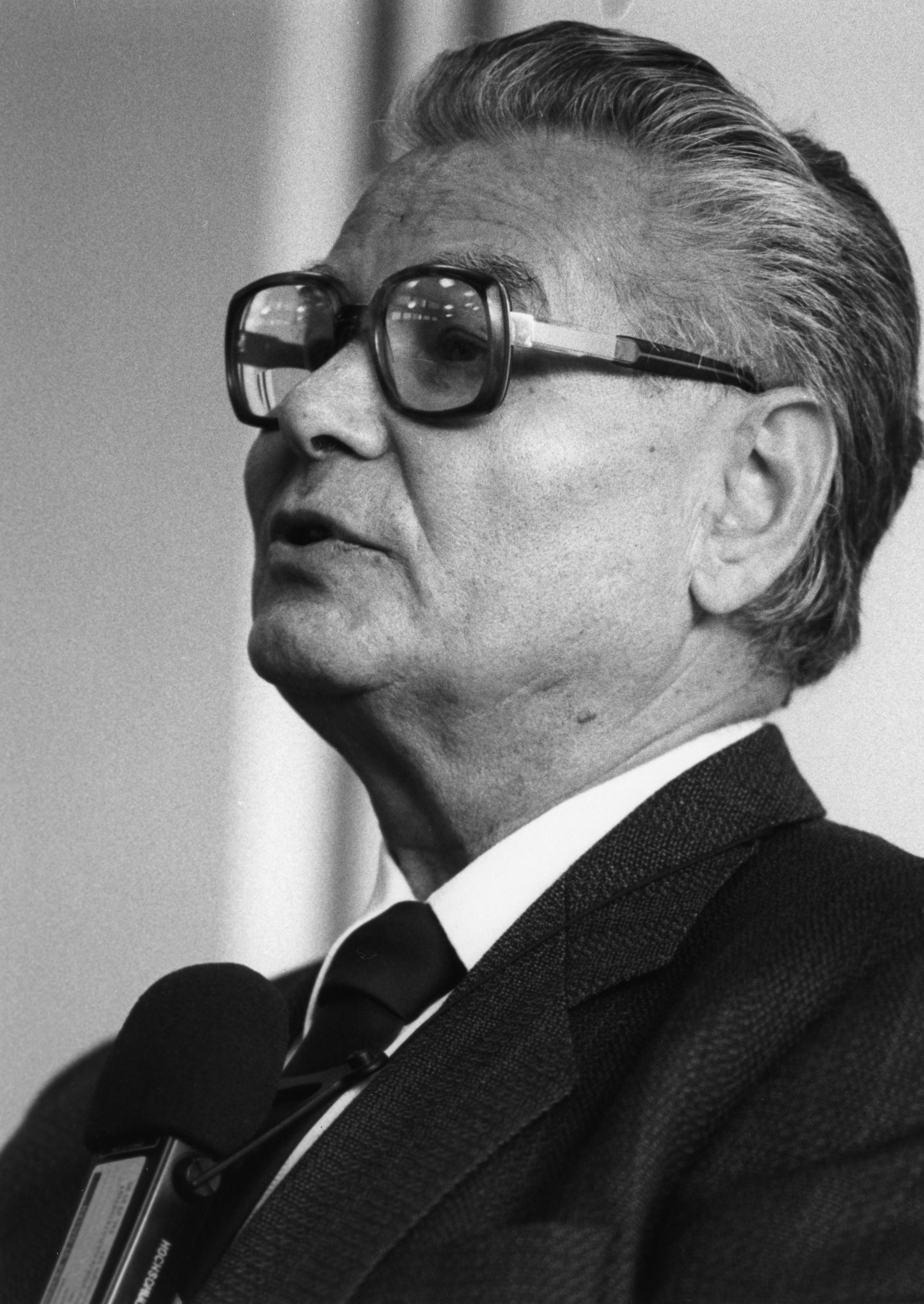
Ota Šik bei seiner Abschiedsvorlesung an der Hochschule St. Gallen, 1989

Ota Šik (* 11. September 1919 in Pilsen; † 22. August 2004 in St. Gallen) war ein tschechoslowakisch-schweizerischer Wirtschaftswissenschaftler und Maler. Berühmt wurde er als der Schöpfer der Wirtschaftsreformen des Prager Frühlings, die auch unter der Bezeichnung Der dritte Weg bekannt wurden.

## Leben
Als Sohn jüdischer Eltern wuchs Ota Šik zweisprachig (tschechisch und deutsch) auf. Sein Vater war Oswald Šik und seine Mutter Maria geborene Vorisek. Von 1924 bis 1936 besuchte er die Volksschule in Teplice. 1933 begann er ein Studium der Malerei an der Kunsthochschule in Prag, das er 1934 abbrechen musste. Ab 1936 arbeitete er bei mehreren Firmen. Zugleich betätigte er sich als Maler und bildete sich in Abendkursen weiter. Ab 1939 arbeitete er in Widerstandsgruppen politisch gegen die deutsche Besatzung. 1940 wurde er Mitglied in der KSČ und wurde kurze Zeit später wegen seiner Widerstandstätigkeit verhaftet. Ins KZ Mauthausen verbracht, wo er zur Arbeit als Steinträger auf der „Todesstiege“ der örtlichen Steinbrüche gezwungen wurde, erlebte er 1945 die Befreiung durch amerikanische Truppen.
Nach dem Krieg begann er als Mitglied der kommunistischen Partei an der parteinahen Hochschule für Politische und Soziale Wissenschaften (Vysoká škola politická a sociální) mit dem Studium der Wirtschaftswissenschaft, das er mit einer Dissertation abschloss. 1961 übernahm Šik die Leitung des einflussreichen Ökonomischen Instituts der Akademie der Wissenschaften. Die mangelnde Effizienz der Wirtschaft veranlasste die Parteiführung Anfang der sechziger Jahre noch unter Antonín Novotný, sich mit den Möglichkeiten von Reformen des bestehenden ökonomischen Systems zu beschäftigen.
Von 1962 war er Mitglied im Zentralkomitee der KSČ, von 1964 an leitete er eine Staats- und Parteikommission für die Wirtschaftsreform und gehörte der staatlichen Plankommission an. Anfang 1967 wurde, gegen heftigen Widerstand im Staats- und Parteiapparat, eine Variante seines Neuen Ökonomischen Modells umgesetzt. Im April 1968 wurde er von Alexander Dubček zum stellvertretenden Ministerpräsidenten und Koordinator der Wirtschaftsreformen ernannt, die in Moskau als eine Restauration des Kapitalismus beurteilt wurden. Damit vollzog die KSČ eine Wende in der Wirtschaftspolitik. Die entscheidenden ökonomischen Passagen stammten von Šik:
„Die bisherigen Methoden der Leitung und Organisierung der Volkswirtschaft sind überholt und erfordern dringend Änderungen, d. h. ein ökonomisches Leitungssystem, das eine Wendung zu intensivem Wachstum durchzusetzen vermag.“
Der Kern dieses ökonomischen Programms bestand darin, dass innerhalb eines Rahmenplans die Wirtschaft durch ökonomische Mittel gesteuert werden sollte. Die Direktoren der Betriebe wären nach diesen Vorstellungen in ihrer Preis- und Produktpolitik weitgehend selbständig gewesen. Valtr Komárek, ein Mitarbeiter Šiks, umschrieb diese Wirtschaftsformel später so:
„Wir wollten freie Güterpreise, aber, aus demokratischer Verantwortung, keine freien Faktorpreise.“
Als am 21. August 1968 durch die sowjetische Intervention der Prager Frühling beendet wurde, hielt Šik sich gerade in Belgrad auf, wo er den Einmarsch verurteilte. Am 3. September wurde er seines Amtes enthoben. Danach bekleidete er vorübergehend den Posten eines Botschaftsrats in Belgrad und emigrierte dann in die Schweiz. 
1970 wurde er Professor für Wirtschafts- und Sozialwissenschaften an der Hochschule St. Gallen (HSG). Er erhielt 1983 die Schweizer Staatsbürgerschaft. In St. Gallen setzte er seine Arbeiten der Verbindung von Plan- und Marktwirtschaft fort – er bezeichnete sein Modell als „dritten Weg“, wobei die Planelemente gegenüber dem Markt zunehmend in den Hintergrund traten.
In den 1970er Jahren war Šik mehrfach Gast bei den Achberger (anthroposophischen) Jahrestagungen zum Dritten Weg. Daraus gingen auch mehrere anthroposophische Veröffentlichungen hervor, die sowohl auf dem Modell der Dreigliederung des sozialen Organismus als auch auf Ota Šiks Wirtschaftsreformideen fußten. Er selbst verstand sich jedoch nie als ein Vertreter der Sozialen Dreigliederung Rudolf Steiners. 
Er bekannte sich 1990 in mehreren Interviews rückblickend zum „vollblütigen“ Kapitalismus, so gegenüber einer tschechischen Tageszeitung: „Sehen Sie, wir konnten damals nicht alle unsere Ziele voll präsentieren. […] Also war auch der dritte Weg ein verschleierndes Manöver. Schon damals war ich davon überzeugt, dass die einzige Lösung für uns ein vollblütiger Markt kapitalistischer Art ist.“
Sein Hauptwerk Humane Wirtschaftsdemokratie veröffentlichte er 1979. Auf diesem Gebiet erzielte er internationale Erfolge und nahm in der Politik und der Wissenschaft eine bedeutende Stellung ein. Er war Hochschulprofessor, Vizeministerpräsident in der Ära des Prager Frühlings und ein in der ganzen Welt anerkannter Kopf der Wirtschaftswissenschaften.
1989 hielt er an der HSG unter dem Titel Der Weg 3a und 3b: Neue Aussichten für eine Konvergenz der Systeme seine Abschiedsvorlesung. Ab 1992 malte er nur noch. In der Nacht zum 22. August 2004 erlag er einem Hirntumor.

## Familie
Ota Šik hatte zwei Söhne. Jiří Polák (1948–2014) war als Schriftsteller, Drehbuch- und Hörspielautor tätig. Sein zweiter Sohn Miroslav Šik (* 1953) ist Architekturprofessor an der ETH Zürich.

## Modell einer humanen Wirtschaftsdemokratie

### Mitarbeitergesellschaften
Auf der mikroökonomischen, also betrieblichen Ebene sieht das Konzept einer humanen Wirtschaftsdemokratie ökonomisch effizient arbeitende, über den Marktdruck den Verbraucherwünschen entsprechende Betriebe vor, die intern so organisiert sind, dass der Produktionsprozess möglichst human verläuft, dass also betriebliche Entfremdung möglichst weit abgebaut wird. Die zu letzterem notwendige materielle wie immaterielle Partizipation (Beteiligung) der Mitarbeiter einer Mitarbeitergesellschaft (MAG) kommt in verschiedenen Organisationsprinzipien derselben zum Ausdruck:
Kapitalneutralisierung

Das Grundkapital einer MAG ist einzelnen Personen oder Personengruppen gegenüber neutral. Es kann nicht an irgendwelche Personen aufgeteilt werden. Es gehört dem gesamten Betriebskollektiv oder gleichsam sich selbst. Es gibt keinerlei Anteilsscheine. Wer Mitglied einer MAG wird, ist automatisch Miteigentümer, wer sie verlässt, verliert automatisch alle Rechte und Pflichten. Mobilitätsprobleme werden dadurch vermieden. Neutralisiertes Kapital entsteht durch eine gesetzlich festgelegte Quote neu entstehender Betriebsgewinne, die in neutralisiertes Kapital verwandelt werden müssen. Vorhandenes Privatkapital wird dadurch nicht tangiert. Neutralisiertes Kapital entsteht also peu à peu ohne Enteignung vorhandener Privatkapitalien. Die Kapitalneutralisierung setzt zudem erst ab einer politisch zu bestimmenden absoluten Gewinngröße ein, lässt kleinere Privatbetriebe also unberührt. Die Neutralisierungsquote muss klein genug sein, um genügend motivierende Gewinne für die privaten Kapitaleigner zu belassen, jedoch groß genug, um in einer politisch gewünschten Zeitspanne größere Privatbetriebe in MAGs zu überführen. Es entstünde ein Mischsystem aus privaten Kleinbetrieben, teilprivaten mittelgroßen Betrieben und großen MAGs. Betriebsgründungen könnten also weiterhin auch durch privates Risikokapital erfolgen (Ausfüllen von Marktlücken) und ebenso durch MAGs. Sobald das neutralisierte Kapital in bislang privaten Betrieben nach einer Übergangsperiode eine Mehrheitsposition erreicht hat, greifen in MAGs folgende Organisationsprinzipien:
Entscheidungsstrukturen

Die Hauptversammlung aller Mitarbeiter einer MAG wählt einen Aufsichtsrat, der seinerseits einen geschäftsführenden Vorstand bestimmt. Der Aufsichtsrat ist für alle grundsätzlichen Entscheidungen verantwortlich (größere Investitionen, Fusionen, Formen der Gewinnbeteiligung u. a. – zu letzterer gleich mehr). Er ist das Interessenvertretungsorgan der Mitarbeiter gegenüber dem Vorstand und sollte sich insofern größtenteils aus Mitarbeitern der MAG zusammensetzen, die sich in dieser Funktion in bestimmten Zeitabständen abwechseln (Rotationsprinzip). Der Aufsichtsrat überwacht vor allem die laufende Geschäftstätigkeit des Vorstandes. Dieser setzt sich aus internen wie externen Experten zusammen. Im Gegensatz zum Aufsichtsrat ist die Amtsdauer eines Vorstandsmitgliedes prinzipiell unbegrenzt und allein leistungsabhängig.
Arbeitsorganisation

In MAGs werden so weit wie möglich selbst bestimmte Arbeitsgruppen verwirklicht, in denen die Mitarbeiter im Rahmen der dieser Arbeitsgruppe durch den Vorstand vorgegebenen Aufgaben demokratisch über die interne Arbeitsteilung und andere, allein die jeweilige Arbeitsgruppe betreffende Angelegenheiten entscheiden können. Der Führungsstil in der gesamten MAG ist so demokratisch wie immer möglich zu organisieren (Herrschaft des Sachverstandes und des besten Argumentes und nicht Herrschaft irgendwelcher Herrschaften).
Materielle Partizipation

Die Menschen in einer MAG sollen sich als verantwortliche Mitarbeiter erfahren, als Menschen, deren Wort gehört wird, die mitreden und mitentscheiden können und die dem eigenen Betrieb nicht mehr fremd gegenüberstehen. Neben der immateriellen Partizipation (aktives und passives Wahlrecht) soll das Identifikationsgefühl der Mitarbeiter vor allem durch ihr Miteigentum am neutralisierten Kapital gestärkt werden, das sich konkret in einer Gewinnbeteiligung äußert (materielle Partizipation). Diese Gewinnbeteiligung wird neben den Tariflöhnen ausbezahlt (oder auch, in Verlustzeiten, eben nicht). Tariflöhne müssen bleiben, um eine sinnvolle betriebliche Gewinn- und Verlustrechnung betreiben zu können und um Arbeitsleistungen bzw. -qualifikationen auch zwischen den Betrieben und Branchen vergleichbar zu machen bzw. zu halten. Innerhalb des Rahmens einer gesetzlich bestimmten maximalen Gewinnbeteiligungsquote (davon gleich mehr) bestimmt der Aufsichtsrat einer MAG die konkreten Modalitäten der Gewinnbeteiligung (pro Kopf, nach Gehaltsstufen, nach Betriebsjahren etc.). Auch in teilweise oder vollständig durch Privatkapital geführten Betrieben sollten Modi einer Gewinnbeteiligung gesetzlich geregelt werden, um Abwanderungen von diesen zu MAGs zu verhindern.
Mit diesem Modell einer Überwindung des Gegensatzes zwischen Kapital und Arbeit auf betrieblicher Ebene grenzt sich das Modell einer humanen Wirtschaftsdemokratie auch von verschiedenen so genannten überbetrieblichen Beteiligungsmodellen ab. Was diese Modelle, etwa überbetriebliche Vermögensfonds, alle nicht leisten können, ist die Überwindung der konkreten, betrieblichen Entfremdung der arbeitenden Menschen. Ein Miteigentum am „Irgendwo“ einer Volkswirtschaft lässt keinerlei emotionale Bindungen und Verantwortungsgefühle bei den Menschen entstehen – siehe die Erfahrungen im ehemals „real existierenden Sozialismus“. Dies ist aber eine Grundvoraussetzung für die Überwindung betrieblicher Entfremdung, also einer Humanisierung der Arbeitswelt.

### Makroökonomische Verteilungsplanung
Das Konzept einer makroökonomischen Verteilungsplanung hat mit dem ehemals realsozialistischen Planungskonzept kaum noch etwas gemein. Alle Fehlentwicklungen im Kapitalismus sind auf dessen Verteilungsverhältnisse unmittelbar oder mittelbar zurückzuführen (Krisenhaftigkeit, mangelhafte Befriedigung sozialer Bedürfnisse wie ökologischer Erfordernisse, mangelhafte makroökonomische Partizipation). Diese makroökonomischen Verteilungsverhältnisse sind also Gegenstand des Konzeptes einer makroökonomischen Verteilungsplanung. In diesem Konzept wird keinem Betrieb vorgeschrieben, was er in welchen Mengen oder Qualitäten zu produzieren hat. Darüber bestimmt allein der Markt – und das heißt: der Verbraucher. Alles andere wäre eine Diktatur über die konkrete Bedürfnisbefriedigung des Menschen – und eine ineffiziente, wie das Beispiel des real existierenden Sozialismus gezeigt hat, zudem.
Inhalte und Gegenstände

Der makroökonomischen Verteilungsplanung (im Folgenden kurz Makroplanung) sind also alle primären Verteilungsprozesse (Aufteilung des Volkseinkommens auf Gewinne und Löhne) sowie die sekundären Umverteilungsprozesse (staatliche und kreditäre Umverteilung). Der quantitative, Krisen und Inflation vermeidende Ausgleich der eher investiv orientierten Final-, also Endeinkommen (vor allem investiv orientierte Gewinnteile) und der eher konsumtiv orientierten Finaleinkommen (konsumtiv orientierte Gewinnteile, Lohneinkommen und Staatsausgaben) mit den erforderlichen, von der Entwicklung der Produktion und der Produktivität abhängigen gesamtökonomischen Investitions- und Konsumtionssummen ist die eigentliche Aufgabe der Makroplanung.
Organisationen

Die Organisation der Makroplanung hat dieser Hauptaufgabe sowie ihren weiteren Aufgaben einer Demokratisierung der makroökonomischen Entscheidungsprozesse sowie einer gesellschaftlichen Steuerung der sozialen Konsumtion gerecht zu werden. Die Planungsorganisation muss einerseits eine möglichst sachgerechte, wissenschaftlich abgesicherte Erfassung der makroökonomischen Entwicklungsprozesse, also die Erfassung dessen, was in nächster Zukunft produktiv möglich ist, gewährleisten (genetische, d. h. vom produktiven Ist-Zustand und der weiteren produktiven Entwicklung bestimmte Seite der Planung). Andererseits muss sie möglichst weit von demokratisch legitimierten Interessen bestimmt sein (teleologische, d. h. von Wünschen und Zielen bestimmte Seite der Planung), d. h., sie darf keine expertokratische Bürokratenplanung hinter verschlossenen Türen sein. Alle entsprechenden Planungskommissionen müssen insofern aus fachlich qualifizierten Vertretern verschiedener Interessengruppen zusammengesetzt sein (Experten aus Parteien, Verbänden, Gewerkschaften, Wissenschaftsvertreter etc.). Sie werden aus bestehenden Institutionen rekrutiert und verursachen insofern keine weitere Bürokratie. Diese Planungskommissionen arbeiten zwei bis drei Planvarianten aus, die der Bevölkerung zur Wahl vorgelegt werden. Die Planung ist also von ihrer Entstehung wie von ihren Ergebnissen her demokratisch legitimiert. Die Pläne, die alle Krisen vermeidend ausbalanciert sein müssen, unterscheiden sich vor allem durch die unterschiedlichen Modi der Aufteilung der gesamtökonomischen Konsumtion auf privaten und sozialen Konsum und speziell durch die je unterschiedliche innere Aufteilung des letzteren (eher mehr Geld für privaten oder öffentlichen Verkehr, für Atomkraftwerke oder Sonnenkollektoren, für Rüstung oder Bildung – insofern diese Relationen durch öffentliche Nachfrage beeinflussbar sind).
Methodik

Die Methodik der Makroplanung ist also die indirekte Beeinflussung und Lenkung des makroökonomischen Produktionsprozesses durch die Planung und Lenkung der makroökonomischen Verteilungsprozesse. Die Höhe der gesamtökonomischen Konsumtion wird zunächst bestimmt durch die gesamtökonomische Summe der Tariflöhne. Sie wird – unter demokratischer Erweiterung der Zahl der Verhandlungspartner – auch im Modell der humanen Wirtschaftsdemokratie durch Verhandlung bestimmt.
In diesem Konzept wird die makroökonomische Konsumtionssumme jedoch auch durch die Gewinnbeteiligung determiniert. Hier ist der Ort, wo die Makroplanung in den mikroökonomischen Prozess regulierend eingreift: Den Betrieben wird eine maximale Gewinnbeteiligungsquote gesetzlich vorgeschrieben. Die Gesellschaft bestimmt damit, welche konsumtiv orientierten Gewinnteile ausgeschüttet werden dürfen und welche Gewinnteile für Investitionen (oder Rücklagen) im Betrieb bleiben müssen. Sie bestimmt nicht über die absoluten Gewinngrößen, die allein von den Marktleistungen abhängen dürfen. Sie bestimmt Verhältnisse bzw. Quoten und sorgt dieserart für ein makroökonomisches Gleichgewicht, d. h. für richtige Verhältnisse zwischen den eher konsumtiv und eher investiv orientierten Teilen des Volkseinkommens einerseits und den Proportionen der Konsum- bzw. Investitionsgüterindustrie andererseits.
Um dieses Gleichgewicht nicht zu gefährden, obliegt der Makroplanung zudem, bei der Bestimmung der konsumtiv orientierten Finaleinkommensgrößen sowie der investiv orientierten Finaleinkommensgrößen die staatlichen wie kreditären Umverteilungsprozesse zu berücksichtigen – also die Höhe der Lohn- und Gewinnbesteuerung, der indirekten Steuern, der Struktur der Staatsausgaben, der Sparsummen aus Löhnen und Gewinnen, der Konsumtions- und Investitionskredite und ihrer je unterschiedlichen konsumtiven oder investiven Wirkungen. Ein Gleichgewicht bei der primären Einkommensverteilung (Löhne, Gewinne) darf nicht durch sekundäre Umverteilungsprozesse (Staat, Bankenwesen, Versicherungen) gefährdet werden.
Durchsetzung

Die Durchsetzung der Pläne obliegt der demokratisch gewählten Regierung bzw. einem von ihr bestimmten Wirtschaftsrat. Die Regierung ist, entgegen den einzelnen Betrieben, an den via Volksentscheid ausgewählten Plan gebunden. Sie wird sich in der Regel aus Parteien bzw. Parteienkoalitionen zusammensetzen, die sich schon im Wahlkampf hinter bestimmte Planvarianten, also hinter „ihre“ Pläne gestellt haben. Die Maßnahmen, mit denen die Planziele verwirklicht werden, sind in den Plänen grundsätzlich schon vorgegeben. Es handelt sich um eine planadäquate Lohn-, Gewinnbeteiligungs-, Fiskal-, Währungs- und Außenhandelspolitik etc., also um größtenteils indirekt den Wirtschaftsprozess beeinflussende wirtschaftspolitische Maßnahmen. Makroökonomische Verteilungsplanung ist in diesem Sinne geplante Wirtschaftspolitik. Maximal einzelne wirtschaftspolitische Maßnahmen können (könnten) marktwidrig sein, nicht jedoch die Planung wirtschaftspolitischer Maßnahmen selbst. Nochmals: Es handelt sich nicht um Produktionsdirektiven für einzelne Betriebe. Von Seiten der Makroplanung sind die Betriebe, abgesehen von der Gewinnbeteiligungsquotierung, in allen ihren Entscheidungen so frei (oder unfrei) wie heute.

### Antimonopolistische Marktregulation
Auch demokratisch organisierte Mitarbeitergesellschaften könnten in Versuchung geraten, den Lockungen monopolistischer Preis- und Einkommenssetzungsmacht zu erliegen. Die dritte Säule im Modell einer humanen Wirtschaftsdemokratie bildet deswegen das Konzept einer antimonopolistischen Marktregulation. Es beinhaltet vor allem zwei Maßnahmenkomplexe:
- Zunächst sollte die allgemeine Wirtschaftspolitik (Ordnungs- und Prozesspolitik) ökonomischen Wettbewerb optimal fördern. Dies meint die systematische Förderung von Existenzneugründungen, von Outsidern oder etwa auch von konkurrierenden Importen in volkswirtschaftliche Bereiche bzw. Branchen, die durch Monopolisierungen bedroht sind.
- Zum Zweiten sieht das Modell einer humanen Wirtschaftsdemokratie eine antimonopolistische Strafsteuer für langfristig überdurchschnittliche Gewinnraten vor. Genau dies ist nämlich das Kriterium für ein Monopol: Überdurchschnittliche Gewinnraten ziehen normalerweise Kapital an, führen zu Produktions- bzw. Angebotsausweitungen und letztlich also zu relativen Preis- und Gewinnsenkungen. Unterbleibt dieser Prozess des Ausgleiches der Gewinnraten längerfristig, ist zu vermuten, dass hier ein Monopol seine Macht ausnutzt, diesen Ausgleichsprozess zu unterbinden. Eine antimonopolistische Strafsteuer, als wirtschaftspolitisches Instrument eingebettet in den demokratischen Prozess der Makroplanung, müsste also diesen normalerweise ablaufenden Prozess der volkswirtschaftlichen Gewinnratenangleichung gleichsam simulieren: Über einen politisch zu bestimmenden Zeitraum müsste eine längerfristig überhöhte Gewinnrate eines einzelnen Unternehmens an den volkswirtschaftlichen bzw. Branchendurchschnitt angeglichen werden. Dies muss langsam und schrittweise erfolgen, um kurzfristig überdurchschnittliche Gewinnraten als Belohnung für am Markt erfolgreiche Prozess- und Produktinnovationen nicht zu demotivieren.

## Auszeichnungen
Ota Šik wurde 1989 vom Fachbereich Wirtschaftswissenschaften der Universität Kassel der Dr. rer. pol. h. c. (Doktor der Wirtschaftswissenschaften ehrenhalber) verliehen.

## Schriften
- Ökonomie – Interessen – Politik, Dietz Verlag Berlin, 1966
- Die tschechoslowakische Wirtschaft auf neuen Wegen, Orbis Verlag, Prag 1966
- Plan und Markt im Sozialismus, Molden Verlag Wien, 1967
- Fakten der tschechoslowakischen Wirtschaft, Molden Verlag München, 1969
- Demokratische und sozialistische Plan- und Marktwirtschaft, Verlag die Andere, Zürich, 1971
- Der Strukturwandel der Wirtschaftssysteme in den osteuropäischen Ländern, Verlag die Andere, Zürich, 1971
- Der Dritte Weg: die marxistisch-leninistische Theorie und die moderne Industriegesellschaft, Verlag Hoffmann und Campe Verlag Hamburg, 1972
- Argumente für den Dritten Weg, Verlag Hoffmann und Campe Hamburg, 1973
- Für eine Wirtschaft ohne Dogma, List Verlag München, 1974
- Das kommunistische Machtsystem, Hoffmann und Campe Verlag Hamburg, 1976
- Humane Wirtschaftsdemokratie: ein Dritter Weg, Knaus Verlag Hamburg, 1979
- Ein Wirtschaftssystem der Zukunft, Springer Verlag Berlin, 1985
- Wirtschaftssysteme: Vergleiche, Theorien, Kritiken, Springer Verlag Berlin, 1987
- Prager Frühlingserwachen: Erinnerungen, Busse Seewald Verlag Herfort, 1988
- Die Sozialgerechte Marktwirtschaft – ein Weg für Osteuropa (gemeinsam mit Leszek Balcerowicz), Herder Verlag Freiburg-Breisgau, 1990
- Socialism today?: the changing meaning of socialism, Macmillen Verlag, Basingtone, 1991